# العلاقات السورية الكينية
العلاقات السورية الكينية هي العلاقات الثنائية التي تجمع بين سوريا وكينيا.

## مقارنة بين البلدين
هذه مقارنة عامة ومرجعية للدولتين:
| وجه المقارنة                                              | سوريا                    | كينيا                             |
| --------------------------------------------------------- | ------------------------ | --------------------------------- |
| المساحة (كم2)                                             | 185.18 ألف               | 581.31 ألف                        |
| عدد السكان (نسمة)                                         | 18.27 مليون              | 48.47 مليون                       |
| الكثافة السكانية (ن./كم²)                                 | 98.66                    | 83.38                             |
| العاصمة                                                   | دمشق                     | نيروبي                            |
| اللغة الرسمية                                             | اللغة العربية            | اللغة السواحلية، اللغة الإنجليزية |
| العملة                                                    | ليرة سورية               | شيلينغ كيني                       |
| الناتج المحلي الإجمالي (بليون دولار)                      | 60.20 مليار              | 74.94 مليار                       |
| الناتج المحلي الإجمالي (تعادل القوة الشرائية) بليون دولار |                          | 142.24 مليار                      |
| الناتج المحلي الإجمالي الاسمي للفرد دولار أمريكي          |                          | 1.38 ألف                          |
| الناتج المحلي الإجمالي للفرد دولار أمريكي                 |                          | 2.95 ألف                          |
| مؤشر التنمية البشرية                                      | 0.594                    | 0.548                             |
| رمز المكالمات الدولي                                      | +963                     | +254                              |
| رمز الإنترنت                                              | .sy                      | .ke                               |
| المنطقة الزمنية                                           | ت ع م+02:00، ت ع م+03:00 | ت ع م+03:00                       |

## منظمات دولية مشتركة
يشترك البلدان في عضوية مجموعة من المنظمات الدولية، منها:
| علم المنظمة | اسم المنظمة                               | تاريخ انضمام سوريا | تاريخ انضمام كينيا |
| ----------- | ----------------------------------------- | ------------------ | ------------------ |
|             | مؤسسة التنمية الدولية                     | 28 يونيو 1962      | 3 فبراير 1964      |
|             | يونسكو                                    | 16 نوفمبر 1946     | 7 أبريل 1964       |
|             | وكالة ضمان الاستثمار متعدد الأطراف        | 14 مايو 2002       | 28 نوفمبر 1988     |
|             | الأمم المتحدة                             | 24 أكتوبر 1945     | 16 ديسمبر 1963     |
|             | الاتحاد البريدي العالمي                   | ?                  | ?                  |
|             | البنك الدولي للإنشاء والتعمير             | 10 أبريل 1947      | 3 فبراير 1964      |
|             | الاتحاد الدولي للاتصالات                  | 12 يناير 1924      | 11 أبريل 1964      |
|             | منظمة حظر الأسلحة الكيميائية              | ?                  | ?                  |
|             | مؤسسة التمويل الدولية                     | 28 يونيو 1962      | 3 فبراير 1964      |
|             | المركز الدولي لتسوية المنازعات الاستشارية | 24 فبراير 2006     | 2 فبراير 1967      |
|             | منظمة الشرطة الجنائية الدولية             | ?                  | ?                  |

## وصلات خارجية
- موقع وزارة الخارجية الكينية